# جو هنري
جو هنري (بالإنجليزية: Joe Henry)‏ هو منتج أسطوانات ومغن مؤلف وعازف قيثارة أمريكي، ولد في 2 ديسمبر 1960 في تشارلوت في الولايات المتحدة.

## وصلات خارجية
- الموقع الرسمي
- جو هنري على موقع IMDb (الإنجليزية)
- جو هنري على موقع ميوزك برينز (الإنجليزية)
- جو هنري على موقع أول ميوزيك (الإنجليزية)
- جو هنري على موقع ديسكوغز (الإنجليزية)
- جو هنري على موقع قاعدة بيانات الفيلم (الإنجليزية)